# Trutnov
Trutnov (nemško Trautenau) je mesto v Kralovehraškem okraju na Češkem. Ima okoli 32.000 prebivalcev in leži ob vznožju Krkonošev v dolini reke Upa.